# Jana Vlachová
Jana Vlachová (* 9. září 1955, Praha) je česká houslistka, vede Vlachovo kvarteto Praha. Je dcerou doc. Josefa Vlacha, houslisty, skladatele, hudebního pedagoga, dirigenta, zakladatele a primária Vlachova kvarteta. Matka, Danuše Vlachová (rozená Trellová), taktéž houslistka, byla členkou orchestru činohry Národního divadla. Mladší sestra houslistka Dana Vlachová je členkou Českého tria.

## Vyzrávání
Pod vlivem svého otce úspěšně rozvíjela interpretační nadání. Jako 14letá např. vystoupila na závěrečném slavnostním koncertu v pražském Rudolfínu, coby primárius smyčcového kvarteta které zvítězilo v mezinárodní rozhlasové soutěži Concertino Praga. Za přispění profesorky Marie Hlouňové byla v roce 1970 i bez středoškolské maturity přijata k individuálnímu studiu na Akademii múzických umění v Praze. Záhy začala koncertovat sólově, v 17 letech debutovala v přímém rozhlasovém přenosu.
Jana Vlachová následně hrávala v různých kvartetních i triových seskupeních, které neměly stabilního trvání. Až v roce 1977 vytvořila komorní duo se svým švédským manželem Mikaelem Ericssonem, čerstvým absolventem AMU a vítězem soutěže Pražské jaro 1980. Hráli ve složení housle a violoncello, koncerty prokládali sólovými vystoupeními. Vystupovali také společně s mnoha českými orchestry, nejčastěji s Českým komorním orchestrem, natáčeli i hudební nahrávky pro Panton. Se svým duem hráli po celé tehdejší České republice i v zahraničí, nejčastěji zajížděli do Švédska, kde měli nejméně stovku vystoupení.

## Přítomnost
V roce 1982 založila Jana Vlachová Nové Vlachovo kvarteto, které v roce 1995 přejmenovala na Vlachovo kvarteto Praha. Hraje v něm s manželem Mikaelem Ericssonem (violoncello) a Karlem Stadtherrem (housle) i v současnosti. Kvarteto navázalo svou interpretaci na původní Vlachovo kvarteto a brzy se stalo známo svou hrou u nás i za hranicemi, v Evropě stejně jako v zámoří.
Jako primárius kvarteta dbá nejen na přednes, ale také na pestrost repertoáru který obsahuje nepřebernou řadu skladeb od klasiků české i světové hudby až po autory současné. Se svým kvartetem nahrála již více než 30 CD titulů.
Hraje také od roku 1990 v Českém komorním orchestru, kde zastává pozici koncertního mistra a uměleckého vedoucího. Současně je, počínaje rokem 2006, členkou klavírního kvarteta Ad Libitum, ve kterém hraje s Helenou Suchárovou-Weiser (klavír), Karlem Stadtherrem (viola) a Mikaelem Ericssonem (violoncello). V roce 2010 Jana Vlachová založila Trio Serioso, kde s ní vystupuje Karel Stadtherr na violu a Mikael Ericsson na violoncello.

## Poznámka
Jana Vlachová je matkou tří dcer a tří synů.